# Corinthians eSports
O Corinthians eSports é um clube de eSports, pertencente ao Sport Club Corinthians Paulista, através de uma parceria  com a Immortals Gamming. Atualmente disputa a série A da Liga Brasileira de Free Fire. Anteriormente, em 2017, o clube já lançara um um time para o League of Legends, porém a recém criada equipe não obteve sucesso.

O clube, foi campeão do mundial de Free Fire de 2019, com 2400 pontos conquistados e obtendo 1,67 milhão de reais.